# 鶴瓶の音楽に乾杯!
『鶴瓶の音楽に乾杯!』（つるべのおんがくにかんぱい）は、東海テレビほかで放送されていた音楽バラエティ番組である。制作局の東海テレビでは1986年10月10日から1991年6月28日まで、毎週金曜 19:00 - 19:30 （日本標準時）に放送。司会は笑福亭鶴瓶。

## 概要
前番組『アグネスの音楽に乾杯!』の後継となる音楽・トーク番組。アグネス・チャンが産休で降板したため改題したもの。
笑福亭鶴瓶が毎回1名の歌手・俳優・女優・タレントを迎えてトークを展開。後半ではゲストが鶴瓶と共に、もしくはゲスト単独でリクエスト曲を歌う。番組の最後にはゲストのメッセージが含まれたサイン色紙が紹介され、その色紙は視聴者プレゼントになった時期もあった。

## ネット局
- 東海テレビ（制作局）
- 長野放送：日曜 23:00 - 23:30[1]

長野放送は、フジテレビ制作の番組でありながらスポンサーの都合で放送されていない『ミュージックフェア'89』の差し替え番組として放送されていた。